# Atrija
Atrija, vor allem in der englischsprachigen Fachliteratur auch Atriya, ist der hethitische Name einer Siedlung im südlichen Westkleinasien, sehr wahrscheinlich in der antiken Landschaft Karien gelegen, die in zwei hethitischen Briefen des 13. Jahrhunderts v. Chr. erwähnt wird.
In dem um die Mitte des 13. Jahrhunderts v. Chr. verfassten Tawagalawa-Brief (KUB 14.3, CTH 181) betont der hethitische Großkönig Ḫattušili III., gegenüber dem Herrscher von Aḫḫijawa ausdrücklich, dass er Atrija verschonte, während er alle sonstigen Festungen in der Region um Iyalanda zerstörte (§4 Z. 35–37). Nicht ganz klar ist, ob Ḫattušili die Festung oder den Distrikt der Stadt Atrija meint. Letztgenannte Lesung wird aktuell bevorzugt. Der Erwähnung, dass er sie verschonte, folgt im Text (§4 Z. 37) ein Wort, das u. a. die Bedeutung „zu Gunsten...“, „um ... Willen“ hat, und danach eine Lücke, in der wahrscheinlich der Name einer Stadt stand (das Ideogramm URU für Stadt war bei den ersten Übersetzungen ab den 1920er offenbar noch zu erkennen). Es wurde von Teilen der Forschung angenommen, dass hier Millawanda, das damals unter Herrschaft von Aḫḫijawa (nach stark vorherrschender Meinung ein mykenischer Staat) stand, zu ergänzen sei. Jedenfalls scheint Ḫattušili III. bei Atrija Rücksicht auf Interessen Millawandas/Aḫḫijawas oder auf mit diesen bestehende Verträge genommen zu haben.
Dem sehr wahrscheinlich von Ḫattušilis Sohn und Nachfolger Tudḫalija IV. (regierte ca. 1236–1215/07 v. Chr.) verfassten Milawata-Brief an einen untergebenen Herrscher in Westanatolien ist zu entnehmen, dass der Vater des Empfängers einige Städte außerhalb seines Herrschaftsgebiets überfallen und Geiseln in Atrija und Utima genommen hatte. Nach seiner Weigerung, diese auszuliefern, griff der hethitische Großkönig ein, setzte ihn offenbar ab und ernannte anschließend dessen Sohn und Empfänger des Briefs zum neuen Vasallenherrscher. Auch dieser scheint jedoch die Gefangenen aus Atrija und Utima noch nicht freigelassen zu haben, obwohl der Großkönig inzwischen bereits in Vorleistung getreten war und Geiseln aus Awarna und Pinali freigelassen hatte, die er offenbar bei seinem Feldzug gegen die Lukka-Länder (s. auch Yalburt) gefangen genommen hatte. Wer der Empfänger des Milawata-Briefs war, ist unsicher; es werden vor allem Tarkasnawa von Mira – so die derzeit wohl vorherrschende Meinung – oder ein Herrscher/Vertreter Aḫḫijawas in Milawata/Millawanda vermutet.
Die genaue Lage Atrijas ist bis heute nicht geklärt. Oft wird es bei der antiken Stadt Stratonikeia bzw. deren Vorgängersiedlung Idrias verortet. Nach den Angaben im Tawagalawa-Brief lag Atrija in der Nähe des regionalen Zentrums Ijalanda, das von Teilen der Forschung aufgrund der topografischen Angaben und des ähnlich klingenden Namens mit dem antiken Alinda verbunden wird. Diese Gleichsetzung würde eine Lokalisierung von Atrija bei Idrias/Stratonikeia stärken, da beide Orte nicht weit voneinander entfernt liegen. Allerdings wird einer Verbindung von Ijalanda mit Alinda von Teilen der Forschung widersprochen und Ijalanda wesentlich weiter östlich lokalisiert, z. B. zwischen Laodikeia (bei Denizli), Apameia (heute Dinar) und dem Indostal. Bei einer Lokalisierung Ijaladas deutlich weiter im Osten wäre eine Verortung von Atrija bei Stratonikeia sehr fragwürdig.